# 이보형 (야구인)
이보형(1972년 4월 6일~)은 대한민국의 야구인이다. 선수 시절 포지션은 외야수였으며 1995년부터 1997년까지 OB 베어스에서 활동했다.

## 선수 경력
1994년 12월 29일 계약금 3000만원, 연봉 1500만원에 OB 베어스와 입단계약을 체결했다.

## 출신 학교
- 공주고등학교
- 동국대학교

## 등번호
- 69 (1995)
- 46 (1996~1997)

## 같이 보기
- 1995년 OB 베어스 시즌